# Raymond Henault

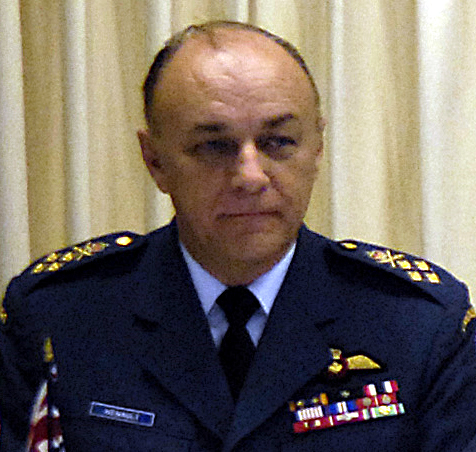
Raymond Henault

Raymond „Ray“ Roland Joseph Henault, CMM, CD (* 26. April 1948 in Winnipeg) ist ein General des Canadian Forces Air Command der Kanadischen Streitkräfte. Er war vom Juni 2001 bis zum Februar 2005 Generalstabschef (Chief of the Defence Staff) der kanadischen Streitkräfte und vom 16. Juni 2005 bis zum 27. Juni 2008 Vorsitzender des Militärausschusses der NATO in Brüssel.

## Militärische Laufbahn
Henault trat 1968 in den Dienst der Kanadischen Streitkräfte und diente nach seiner Ausbildung als Pilot und Flugausbilder, wobei er über 4.500 Flugstunden auf den Flugzeugtypen T-33 „Silver Star“, CF-101 „Voodoo“ und auf den Hubschraubertypen UH-1 „Huey“ und OH-58 „Kiowa“ absolvierte. Zudem diente er als Flugsicherungslotse, Flugstabsoffizier in einem Brigadehauptquartier und als Projektdirektor für die Anschaffung von leichten Hubschraubern.
Vom Juni 1987 bis 1989 kommandierte er die 444. taktische Hubschrauberstaffel auf der kanadischen Flugbasis in Lahr, Deutschland. Im Juni 1989 wurde er dann ins Hauptquartier des Canadian Forces Air Command in Winnipeg versetzt und diente dort als Senior-Stabsoffizier für Beschaffungen. Im Juli 1990 wurde er dann zum Colonel befördert und übernahm das Kommando als Stützpunktkommandeur in Portage la Prairie, Manitoba, und leitete Kanadas erstes Fluglehrzentrum, welches für die fliegerische Grundausbildung sowie die Hubschrauber- und Ausbilderlehrgänge verantwortlich ist. Im Juli 1992 wurde er zum stellvertretenden Kommandeur des 10. taktischen Geschwaders auf der Canadian Forces Base Montreal ernannt. Im August 1993 wurde Henault an das National Defence College in Kingston versetzt und absolvierte dort den 47. Lehrgang. Im Mai des Folgejahres wurde er zum Brigadier-General befördert und übernahm das Kommando über das 10. taktische Geschwader in Montreal. Im Juli 1995 wurde er schließlich wieder im Hauptquartier des Air Command eingesetzt und diente dort als Stabschef für Operationen. Vom Juni bis Dezember 1996 wurde er nach Ottawa in das National Defence Headquarters versetzt und diente dort als Stabschef J3 Planung und Operationen. Im Oktober des nächsten Jahres wurde Henault zum stellvertretenden Generalstabschef (Deputy Chief of the Defence Staff) ernannt und am 1. April 1997 zum Major-General befördert. Vom September 1997 bis zum September 1998 diente Henault als assistierender Chief of the Air Staff. Am 15. August 1998 wurde Henault dann zum Lieutenant-General befördert und wurde bis zum Juni 2001 auf den Posten des stellvertretenden Generalstabschefs für Operationen eingesetzt. Während dieser Verwendung beteiligte sich Kanada mit Luftkomponenten am Kosovokrieg und anderen NATO-Missionen, wie der Stabilization Force (SFOR) in Bosnien und Herzegowina.
Am 28. Juni 2001 wurde Henault zum General befördert und übernahm bis zum Februar 2005 den Posten des Generalstabschefs (Chief of the Defence Staff) der Kanadischen Streitkräfte. Während seiner Amtszeit erlebten die Kanadischen Streitkräfte das höchste Operationsaufgebot seit dem Zweiten Weltkrieg. Seit dem 11. September 2001 wurden mehr als 17.000 kanadische Soldaten im Ausland eingesetzt. Zusätzlich zum Beitrag für die International Security Assistance Force (ISAF) in Afghanistan waren kanadische Truppen im Rahmen von Koalitions- und UN-Missionen auf Haiti, in Äthiopien und Eritrea, auf den Golanhöhen, in der Demokratischen Republik Kongo und in Sierra Leone eingesetzt. Unter Henault wurden auch umfangreiche Anstrengungen unternommen, um die Kanadischen Streitkräfte zu transformieren, um sie flexibler einsetzen zu können.
Im November 2004 wurde Henault dann für den Posten des Vorsitzenden des NATO-Militärausschusses nominiert und übernahm diesen Posten dann im Juni 2005 von dem deutschen General Harald Kujat.
Henault spricht fließend Englisch und Französisch und ist Absolvent der École supérieure de guerre aérienne (ESGA) in Paris sowie des kanadischen National Defence Colleges. Er hat einen Bachelor of Arts und einen Ehrendoktor in Jura der Universität von Manitoba. 2005 wurde ihm ein Ehrendoktor der Philosophie in Militärwissenschaft vom Royal Military College of Canada und 2006 eine Ehrenprofessur der Universität von Pécs in Ungarn verliehen.
Henaults Auszeichnungen umfassen u. a.: den Commander of the Canadian Order of Military Merit (CMM), sowie Commander in The Most Venerable Order of St. John of Jerusalem, Kommandeur der französischen Ehrenlegion, das Legion of Merit in der Stufe Commander und das tschechische Verdienstkreuz erster Klasse.